# (260) Huberta
(260) Huberta – planetoida z pasa głównego asteroid okrążająca Słońce w ciągu 6 lat i 149 dni w średniej odległości 3,45 j.a. Została odkryta 3 października 1886 roku w Obserwatorium Uniwersyteckim w Wiedniu przez Johanna Palisę. Nazwa planetoidy pochodzi od świętego Huberta.